# エアポート2001
『エアポート2001』（Nowhere to Land）は、アメリカ合衆国・オーストラリア合作のテレビ映画で、2000年に放映されたパニック映画である。日本では、アルバトロス株式会社よりVHSソフトおよびDVDが発売された。

## あらすじ
フィリップは、離婚した妻クレアへの執着から、驚くべき殺人計画を打ち出した。それはクレアの乗るシドニー発ロサンゼルス着のジャンボジェットに、爆弾を仕掛けるというもの。フィリップが自ら電話で乗務員に打ち明けたため、機長のジョンは地上のFBIと協力し、高度30,000フィートで、必死に爆弾の解除を試みる。
ジョンはギリギリのところで解除に成功し、大惨事は免れたように見えた。が、別の捜査官が手に入れた爆弾の設計図をみて、FBIは愕然とする。第二の装置が作動し始めていたのだ。それは高度2,200フィートをきったところで装置が作動し、神経ガスがまかれるというものだった。
乗客を救うため、ジョンは決断を迫られていた……。

## スタッフ
- 監督：アーマンド・マストロヤンニ
- 製作総指揮：マット・ドーフ、ロバート・M・サートナー、エリック・ストーレイ
- 製作：リチャード・D・アレドンド、ランディ・サッター
- 脚本：マット・ドーフ
- 音楽：ルイス・フェブレ
- 撮影：ニーノ・ガエタノ・マルティネッティ
- 編集：ピーター・V・ホワイト

## キャスト
- ジョン・プレスコット：ジャック・ワグナー
- キム・マクギー：クリスティーン・エリス
- ジョージ・エラー：ジェームズ・B・シッキング
- フィリップ・ディーコン：マーク・リー
- ダニー・ゴーリン：アーニー・ハドソン
- アン・プレスコット：レイチェル・ブレイク
- クレア・マンソン：ヘレン・トムソン
- マイク・タナー：ダミアン・パイク
- マギー：ローリー・フォエル
- ジェフ・ベルモント：ロドニー・パワー
- チャド：ライアン・ジョンソン

### 吹き替え
- プレスコット：田原アルノ
- キム：渡辺美佐
- フィリップ：青山穣
- ダニー・ゴーリン：相沢正輝
- ジョージ：水野龍司
- マギー：五十嵐麗
- クレア：岡本章子
- アン：佐藤しのぶ
- ジェフ：柳沢栄治
- その他の声の吹き替え：川村拓央／村井かずさ／小野塚貴志／飯島肇／壱智村小真／中國卓郎／浅井晴美

## 注
1. ↑  この作品は、『大空港』に始まる「エアポート・シリーズ」とは関係がない。また、アルバトロス株式会社は、他にもエアポートを冠したタイトルでソフトを発売しているが、それらの作品とも制作上直接の関係はない。